# Simple Simpson
«Simple Simpson» (рус. Простой  Симпсон) — девятнадцатая серия пятнадцатого сезона Симпсонов. Серия вышла в эфир 2 мая 2004 года. Основной сюжет — пародия на фильм «Человек-паук», хотя видны аллюзии на некоторых других супергероев.

## Сюжет
По телевизору Гомер услышал о золотом билете на «Завод бекона фермера Билли», но нашел серебряный билет. Это означает, что Гомер может судить свиней на ярмарке. Он очень радуется этому и приводит туда всю семью. Пока Гомер оценивал свиней, Лиза приняла участие в конкурсе на сервировку стола. Но Богатый Техасец (единственный жюри конкурса) не оценил её и дал медаль за последнее место. От злости Гомер захотел отомстить, но вспомнил, что Шеф Виггам предупредил его, что «если он еще раз нарушит закон, то его могут арестовать». Тогда он надел тарелку от пирога и украл одну из тканей у старушки и отомстил Техасцу, ударив пирогом ему в лицо. Он сбегает, а Лиза говорит, что «Человек-пирог» (псевдоним Гомера) — её любимый супергерой. Гомер радуется и решает защищать людей от несправедливости.
На следующий день он отомстил Продавцу Комиксов, который продал самые дурацкие комиксы Милхаусу и Барту. Шеф Виггам объявил, что от Человека-пирога надо избавиться, потому что он не проходил испытания в тире. Он взорвал все пироги города. Когда он сопротивлялся с мэром, о строительстве больнице пластическое хирургии. Убегая, Лу попал ему в плечо. Тот с трудом спасает Мардж, от толпы, которая чуть не затоптала его. Тот целует её и отпускает. Избавясь от пули, Гомер открыл свою тайну Лизе. Та попросила его, чтобы тот прекращал это дело, и он нехотя, соглашается. Когда он хотел отомстить Бернсу, то попался в его кабинете. Бернс сказал, что тот должен работать на него, избавляясь от конкурентов. Тот соглашается. Спустя некоторое время Бернс попросил, чтобы тот избавился от Далай-Ламы. Там он признается, что это Гомер, но никто ему не верит. Отчаявшись, он уходит вместе с семьей.

## Культурные отсылки
- Многие элементы — аналог фильма «Человек-паук»: псевдоним Гомера, эпизоды создания костюма и поцелуй с Мардж.
- Золотой билет на ферму дяди Билли — отсылка к фильму (и книге) «Чарли и Шоколадная фабрика».